# Северная Тошемка
Северная Тошемка (в верховье — Большая Тошемка) — река в Свердловской области. Устье реки находится в 501 км по правому берегу реки Лозьва. Длина реки составляет 72 км.

## Притоки
- 7,7 км: Саума
- 28 км: Лохнья
- 31 км: Тарыгурсос
- 37 км: Малая Тошемка
- 37 км: Вапссос
- 43 км: Печерья

## Данные водного реестра
По данным государственного водного реестра России относится к Иртышскому бассейновому округу, водохозяйственный участок реки — Тавда от истока и до устья, без реки Сосьва от истока до водомерного поста у деревни Морозково, речной подбассейн реки — Тобол. Речной бассейн реки — Иртыш.